# Horst Montag
Horst Montag (* 21. Januar 1944 in Jena) ist ein ehemaliger deutscher Politiker (DVU). Er war von 1998 bis 2002 Mitglied im Landtag Sachsen-Anhalt.

## Ausbildung und Leben
Horst Montag besuchte 8 Jahre die  Grundschule. 1958 bis 1961 machte er eine Fleischerlehre mit Facharbeiterabschluss und arbeitete 1961 bis 1963 als Lokheizer. 1963 bis 1964 war er aus politischen Gründen in Haft. Anschließend arbeitete er bis 1976 als Berufskraftfahrer. Nach einem 2 Jahre langen Besuch der Abendschule legte er 1976 den Abschluss der 10. Klasse ab und arbeitete 1976 bis 1993 als Fahrlehrer. 1980 legte er den Abschluss als Meister für Transportumschlag und Lagerung.
Horst Montag ist verheiratet.

## Politik
Horst Montag wurde bei der Landtagswahl in Sachsen-Anhalt 1998 über die Landesliste in den Landtag gewählt. Im Februar 1999 trat er aus der Fraktion aus und war zunächst fraktionslos. Seit 14. Februar 2000 gehörte er als Mitglied der Fraktion Deutsche Volksunion – Freiheitliche Liste an, die im März 2001 in Fraktion Deutsche Volksunion umbenannt wurde. Bis Januar 2001 war er Parlamentarischer Geschäftsführer dieser Fraktion. Zur Landtagswahl 2002 trat er nicht mehr an.